# 김이수
김이수(金二洙, 1953년 3월 24일 ~ )는 대한민국의 법조인이다. 2012년 9월 20일부터 2018년 9월 19일까지 대한민국 헌법재판소 재판관이었다.

## 생애
1953년 3월 24일 전라북도 고창군에서 태어난 김이수는 고수국민학교, 광주서중학교, 전남고등학교와 서울대학교 법학과를 졸업했다. 대학교 3학년인 1974년 민청학련 사건에 연루돼 64일간 구금됐다가 석방되었다. 1977년 제19회 사법시험에 합격해 사법연수원 9기를 수료하고 1979년 12월 31일에 사단 군검찰관으로 임관해 5개월 후인 1980년 5월 법무사 군 판사로서 5·18 항쟁 시민군을 태운 버스 운전사에게 사형을 선고했다.  이를 지적하는 새누리당 함진규 의원의 지적에  "안 맡았으면 좋았을 재판이라고 지금도 생각한다"며 "광주 사람으로서 광주항쟁에 참여해야할 입장이었는데 재판을 맡게 됐다. 아주 복잡한 입장이었다"고 말했으며 "시민군 가담 여고생에게 징역 1년을 선고하고 50살 농민을 구금하고 징역 2년 집행유예 3년 선고했다. 군의 살상행위를 알린 현직 이장에게 유언비어 유포죄로 징역 1년 집유 2년을 선고했다"는 새누리당 의원의 지적에는 "기록을 검토해봐야 한다. 판결문만 보면 모순이 있는 것 같다"고 했다. 5·16 군사쿠데타에 관해서 "권력을 잡는 방법은 비정상적이었지만 권력을 잡은 측면과 전체를 한꺼번에 봐야한다"며 "10월 유신까지 가는 부분에는 공과가 있다"고 했다.
법무사로서 군생활을 하며 상을 3개 받고 전역한 김이수는 1982년 대전지방법원 판사로 임관하여 재직하다가 2009년에 법원장으로 승진하여  서울남부지방법원, 2010년 특허법원, 2011년 사법연수원에서 법원장을 거쳤다.
서울지방법원 부장판사로 재직할 때인 1999년 8월 23일에 반미 구국 한양 조직사건으로 구속된 한양대학교 학생 4명의 보석 신청을 받아들이면서 "국가보안법 조직사건이라고 해서 다른 일반 사건과 다르게 처리할 이유가 없다"고 했던 김이수는 통합진보당 정당해산 심판 사건에서 유일하게 반대했다.

### 헌법재판관
2012년 야당 민주통합당 추천으로 헌법재판소 헌법재판관에 임명되었다. 새누리당 헌법재판관인사청문특위 김재원 간사는 김이수 후보자에 대해 "이 분이 헌법재판관이 되면 추천해 준 정당의 당론을 따라서 헌법 재판을 할 분이다"라고 하면서 "함량미달 재판관 후보자"라고 했다. 이정미 재판관의 퇴임 후 헌법재판소장 권한 대행으로 선출되었다. 문재인 대통령에 의해 2017년 5월 19일에 헌법재판소장으로 지명되었으나 인사청문회 95일만인 2017년 9월 11일에 헌법재판소장 임명동의안이 국회에 상정됐으나 부결됐다.

### 헌법재판관 퇴임 이후
2023년 7월 3일 조선대학교 이사장으로 취임하였다.

## 학력
- 고수국민학교
- 광주서중학교
- 전남고등학교
- 서울대학교 법학과

## 경력
- 1977년 : 제19회 사법시험 합격
- 1979년 : 제9기 사법연수원 수료
- 1982년 : 대전지방법원 판사
- 1984년 : 대전지방법원 홍성지원 판사
- 1987년 : 수원지방법원 판사
- 1989년 : 서울고등법원 판사
- 1991년 : 대법원 재판연구관
- 1993년 :  서울민사지방법원 부장판사
- 1993년 : 전주지방법원 정주지원장
- 1996년 : 사법연수원 교수
- 1999년 : 서울지방법원 부장판사
- 2000년 : 특허법원 부장판사
- 2002년 : 서울고등법원 부장판사
- 2006년 : 청주지방법원장
- 2008년 : 인천지방법원장
- 2009년 : 서울남부지방법원장
- 2010년 2월 : 특허법원장
- 2011년 2월 : 사법연수원장
- 2012년 ~ 2018년 : 헌법재판소 재판관
- 2017년 3월  ~ 2017년 11월 : 헌법재판소장 권한대행
- 2018년 11월 ~ : 전남대학교 법학전문대학원 석좌교수
- 2020년 3월 ~ 2022년 3월: 제17대 정부공직자윤리위원회 위원장
- 2020년 7월 ~ : 학교법인조선대학교 이사장

## 주요 판결
- 서울지방법원 형사합의 21부 재판장으로 재직하던 1999년 4월 20일에 이웃집 여자를 살해하여 구속된 피고인에 대해 "법정 증언 시점이 사건발생 이후 2년 4개월이 지났는데도 피해자의 4살된 딸이 일관된 증언을 하고 있으며 구출 당시 정확한 표현 방식을 통해 자발적으로 용의자를 지목했다"며 무기징역을 선고했다.[12] 5월 18일에 식품의약품안전청 전 의약품 안전국장 김연판에게 "피고인이 인사 치레로 받았고 나중에 돌려주려고 했다지만 반환 노력을 했다고 보기 어렵다"며 특가법 뇌물죄를 적용하여 징역2년6월 추징금 830만원을 선고하고 2700만원을 몰수했다.[13] 7월 20일에 수산업자들한테서 돈을 받아 구속된 박규석 전 해양수산부 차관보에게 특가법 뇌물죄를 적용하여 징역2년6월 추징금 9900만원을 선고하면서[14] 대한생명으로부터 돈을 받아 특가법 뇌물죄로 구속된 이정보 전 보험감독원장에게 징역2년6월 집행유예3년 추징금 4500만원을 선고했다.[15] 8월 3일에 부실기업에 부당 대출해준 혐의로 구속된 동화은행의 은행장과 상무에게 특정경제범죄가중처벌법 위반(배임죄)으로 각각 징역3년과 2년6월을 선고했다.[16] 8월 17일에 농지용도 변경 청탁 등과 함께 5천만원을 받아 특가법 뇌물죄로 불구속기소된 김종배 새정치 국민회의 의원에게 "1996년 국정감사 무마 청탁과 함께 유기산 처리제 제조업자로부터 2천만원을 받았다는 공소사실에 대해 무죄"라고 하면서 징역2년6월 집행유예3년 추징금 3천만원을 선고했다.[17] 8월 18일에 옛 연인의 알몸 사진을 찍어 협박하다 구속된 피고인에게 "피해자와의 합의가 이루어졌다"며 성폭력 혐의에 대한 공소를 기각하고 폭력 혐의 등만을 적용하여 징역1년 집행유예2년을 선고했다.[18] 10월 5일에 채권 거래 면허없이 회사채 1조 7천억원 상당을 매매하여 530억대의 이득을 챙긴 혐의 등으로 구속된 김형진 세종증권 회장에게 징역3년 집행유예5년을 선고하면서 김형진으로부터 1억원씩을 받아 구속된 3대 투신사 채권부장 3명에게 각각 징역3년 추징금 1억원을 선고했다.[19] 12월 14일에 증여세와 주식 양도소득세 등 19억여원의 세금을 포탈하여 특가법 조세포탈 등으로 구속된 중앙일보 회장인 홍석현에 대해 "재판 과정에서 포탈세액과 과징금 28억원을 모두 납부하고 사건 이후 중앙일보 사장에서 사임한 뒤 상당 기간 자기 반성의 기회를 갖겠다고 다짐한 점을 감안했다"며 징역3년 집행유예5년 벌금 38억원을 선고하면서 두일전자통신 주식을 양도한 이후 소득세 5천여만원을 포탈에 대해 무죄를 선고하면서 함께 기소된 보광그룹 이화우 상무에 대해 특정경제범죄가중처벌법 배임죄 등으로 징역1년6월 집행유예2년 추징금 6791만원을 선고했다.[20] 2000년 10월 11일에 2000년 시한부 종말론을 설파하면서 성전 건립 명목으로 신도들의 맞보증을 통해 전국 5천여 금융기관을 상대로 대출받은 3백억여원을 가로채고 헌금사기로 30억여원을 편취하는 등 3백80억여원 상당의 사기 혐의로 구속기소된 천존회 교주 모행룡 등 천존회 관련자 30명에 대한 선고공판에서 모행룡과 부인에 대해 특정경제범죄가중처벌법 위반(사기)죄를 적용하여 징역 10년씩을 선고했다.[21]

- 서울고법 재직시 전동스쿠터를 타고 전철역 휠체어 리프트를 이용하다 추락해 사망한 장애인에게 도시철도공사의 손해배상 책임을 인정한 판결을 했다.[22]
- '부천경찰서 성고문 사건'에 대해 수사기관이 사실을 왜곡 발표해 피해자의 명예를 훼손했다며 국가 배상 책임을 인정했다.[23]
- 2014년 12월 통합진보당 해산에 대한 헌법재판소의 결정문에서 통합진보당의 활동이 민주적 기본질서에 위배되고 나아가 해산이 필요성이 인정된다는 다수의 의견에 반대하여 소수의견을 제출하였다.[24]이는 전체 재판관 중의 유일한 반대의견이었다.

## 평가
- 문재인 대통령은 김이수 재판관을 헌법재판소장으로 지명하며 "공권력 견제나 사회적 약자 보호를 위한 소수의견을 지속적으로 내는 등 사회의 다양한 목소리에 귀를 기울여 왔다"고 평가하였다.[25]
- 헌법재판소 5기 재판관 중 가장 진보적이라는 평가가 있다.[26]

## 기타
- 취미는 마라톤이며, 종교는 개신교이다.[27]